# Municipio de Blagóevgrad
El municipio de Blagóevgrad (búlgaro: Община Благоевград) es un municipio búlgaro perteneciente a la provincia de Blagóevgrad. Se ubica en el noroeste de la provincia y por su término municipal pasa la carretera E79 que une Sofía con Salónica.

## Demografía
En 2011 tiene 77 441 habitantes, de los cuales el 88,72% son étnicamente búlgaros y el 2,37% gitanos. La capital municipal es la también capital provincial Blagóevgrad, donde viven nueve de cada diez habitantes del municipio.

## Localidades
Comprende la ciudad de Blagóevgrad y los siguientes pueblos con población a final de 2017:
- Bǎlgarčevo 275
- Belo Pole 598
- Bistrica 80
- Blagoevgrad 69,417
- Bučino 64
- Cerovo 653
- Dǎbrava 128
- Delvino 77
- Drenkovo 66
- Elenovo 186
- Izgrev 560
- Leško 146
- Logodaž 291
- Marulevo 77
- Moštanec 57
- Padeš 577
- Pokrovnik 885
- Rilci 870
- Selište 249
- Zelendol 199